# Campionati mondiali di freestyle 2025
I Campionati mondiali di freestyle 2025, 21ª edizione della manifestazione organizzata dalla Federazione internazionale sci e snowboard, si sono tenuti in Engadina, in Svizzera, dal 18 al 30 marzo.
Il programma ha incluso gare di ski cross, salti, gobbe, gobbe in parallelo, halfpipe, slopestyle e big air, tutte sia maschili sua femminili, e una gara di ski cross e una di salti a squadre miste.

## Programma
| Giorno   | Gara                               |
| -------- | ---------------------------------- |
| 18 marzo | Gobbe - Qualificazioni             |
| 19 marzo | Gobbe - Finali                     |
| 19 marzo | Slopestyle - Qualificazioni        |
| 20 marzo | Ski cross - Qualificazioni         |
| 21 marzo | Ski cross - Finali                 |
| 21 marzo | Gobbe in parallelo - Finali        |
| 21 marzo | Slopestyle - Finali                |
| 22 marzo | Ski cross a squadre                |
| 26 marzo | Big air – Qualificazioni femminili |
| 27 marzo | Salti a squadre                    |
| 27 marzo | Big air - Qualificazioni maschili  |
| 28 marzo | Halfpipe - Qualificazioni          |
| 29 marzo | Salti - Qualificazioni             |
| 29 marzo | Big air - Finali                   |
| 30 marzo | Salti - Finali                     |
| 30 marzo | Halfpipe - Finali                  |

## Risultati

### Uomini

#### Ski cross
| Pos. | Atleta                    | Nazione  |
| ---- | ------------------------- | -------- |
| 1    | Ryan Regez                | Svizzera |
| 2    | Tobias Müller             | Germania |
| 3    | Ryō Sugai                 | Giappone |
| 4    | Youri Duplessis Kergomard | Francia  |
| 5    | David Mobärg              | Svezia   |
| 6    | Simone Deromedis          | Italia   |
| 7    | Adam Kappacher            | Austria  |
| 8    | Melvin Tchiknavorian      | Francia  |
| 9    | Jared Schmidt             | Canada   |
| 10   | Alex Fiva                 | Svizzera |

#### Salti
| Pos. | Atleta             | Nazione     | Punteggio |
| ---- | ------------------ | ----------- | --------- |
| 1    | Noé Roth           | Svizzera    | 143.31    |
| 2    | Quinn Dehlinger    | Stati Uniti | 123.53    |
| 3    | Pirmin Werner      | Svizzera    | 107.12    |
| 4    | Alexandre Duchaine | Canada      | 105.21    |
| 5    | Oleksandr Okipnjuk | Ucraina     | 87.21     |
| 6    | Wang Xindi         | Cina        | 87.00     |
| 7    | Christopher Lillis | Stati Uniti | 103.98    |
| 8    | Victor Primeau     | Canada      | 103.10    |
| 9    | Sun Jiaxu          | Cina        | 98.64     |
| 10   | Maksim Kuznietsov  | Ucraina     | 96.39     |

#### Gobbe
| Pos. | Atleta           | Nazione       | Punteggio |
| ---- | ---------------- | ------------- | --------- |
| 1    | Ikuma Horishima  | Giappone      | 89.03     |
| 2    | Mikaël Kingsbury | Canada        | 82.68     |
| 3    | Jung Dae-yoon    | Corea del Sud | 81.76     |
| 4    | Nick Page        | Stati Uniti   | 80.77     |
| 5    | Matt Graham      | Australia     | 74.84     |
| 6    | Julien Viel      | Canada        | 58.36     |
| 7    | Filip Gravenfors | Svezia        | 7.76      |
| 8    | Severi Vierelä   | Finlandia     | -         |
| 9    | Cooper Woods     | Australia     | 79.64     |
| 10   | Pavel Kolmakov   | Kazakistan    | 77.32     |

#### Gobbe in parallelo
| Pos. | Atleta           | Nazione     |
| ---- | ---------------- | ----------- |
| 1    | Mikaël Kingsbury | Canada      |
| 2    | Ikuma Horishima  | Giappone    |
| 3    | Matt Graham      | Australia   |
| 4    | Filip Gravenfors | Svezia      |
| 5    | Mateo Jeannesson | Regno Unito |
| 6    | Pavel Kolmakov   | Kazakistan  |
| 7    | Charlie Mickel   | Stati Uniti |
| 8    | Cooper Woods     | Australia   |
| 9    | Rasmus Stegfeldt | Svezia      |
| 10   | Robin Olgård     | Svezia      |

#### Halfpipe
| Pos. | Atleta               | Nazione       | Punteggio |
| ---- | -------------------- | ------------- | --------- |
| 1    | Finley Melville Ives | Nuova Zelanda | 96.00     |
| 2    | Nick Goepper         | Stati Uniti   | 94.00     |
| 3    | Alex Ferreira        | Stati Uniti   | 92.50     |
| 4    | Luke Harrold         | Nuova Zelanda | 90.75     |
| 5    | Hunter Hess          | Stati Uniti   | 89.75     |
| 6    | Henry Sildaru        | Estonia       | 88.75     |
| 7    | Brendan Mackay       | Canada        | 86.25     |
| 8    | Dylan Marineau       | Canada        | 84.50     |
| 9    | Andrew Longino       | Canada        | 81.00     |
| 10   | Noah Bowman          | Canada        | 75.00     |

#### Slopestyle
| Pos. | Atleta             | Nazione       | Punteggio |
| ---- | ------------------ | ------------- | --------- |
| 1    | Birk Ruud          | Norvegia      | 89.10     |
| 2    | Mac Forehand       | Stati Uniti   | 85.53     |
| 3    | Alexander Hall     | Stati Uniti   | 84.72     |
| 4    | Andri Ragettli     | Svizzera      | 83.79     |
| 5    | Tormod Frostad     | Norvegia      | 83.60     |
| 6    | Luca Harrington    | Nuova Zelanda | 82.31     |
| 7    | Troy Podmilsak     | Stati Uniti   | 80.09     |
| 8    | Hunter Henderson   | Stati Uniti   | 79.74     |
| 9    | Fabian Bösch       | Svizzera      | 78.54     |
| 10   | Sebastian Schjerve | Norvegia      | 77.76     |

#### Big air
| Pos. | Atleta           | Nazione       | Punteggio |
| ---- | ---------------- | ------------- | --------- |
| 1    | Luca Harrington  | Nuova Zelanda | 192.00    |
| 2    | Elias Syrjä      | Finlandia     | 184.25    |
| 3    | Birk Ruud        | Norvegia      | 183.00    |
| 4    | Mac Forehand     | Stati Uniti   | 182.00    |
| 5    | Troy Podmilsak   | Stati Uniti   | 177.25    |
| 6    | Alexander Hall   | Stati Uniti   | 174.25    |
| 7    | Ben Barclay      | Nuova Zelanda | 157.00    |
| 8    | Matias Roche     | Francia       | 110.75    |
| 9    | Timothé Sivignon | Francia       | 94.50     |
| 10   | Andri Ragettli   | Svizzera      | 29.50     |

### Donne

#### Ski cross
| Pos. | Atleta                   | Nazione  |
| ---- | ------------------------ | -------- |
| 1    | Fanny Smith              | Svizzera |
| 2    | Courtney Hoffos          | Canada   |
| 3    | Daniela Maier            | Germania |
| 4    | Marielle Berger Sabbatel | Francia  |
| 5    | Jade Grillet-Aubert      | Francia  |
| 6    | Anouck Errard            | Francia  |
| 7    | Mylène Ballet-Baz        | Francia  |
| 8    | India Sherret            | Canada   |
| 9    | Jole Galli               | Italia   |
| 10   | Talina Gantenbein        | Svizzera |

#### Salti
| Pos. | Atleta           | Nazione     | Punteggio |
| ---- | ---------------- | ----------- | --------- |
| 1    | Kaila Kuhn       | Stati Uniti | 105.13    |
| 2    | Xu Mengtao       | Cina        | 99.16     |
| 3    | Danielle Scott   | Australia   | 96.93     |
| 4    | Chen Xuezheng    | Cina        | 93.41     |
| 5    | Marion Thénault  | Canada      | 90.15     |
| 6    | Shao Qi          | Cina        | 76.32     |
| 7    | Laura Peel       | Australia   | 85.86     |
| 8    | Airleigh Frigo   | Australia   | 79.06     |
| 9    | Anhelina Brykina | Ucraina     | 78.75     |
| 10   | Chen Meiting     | Cina        | 77.70     |

#### Gobbe
| Pos. | Atleta                      | Nazione     | Punteggio |
| ---- | --------------------------- | ----------- | --------- |
| 1    | Perrine Laffont             | Francia     | 77.92     |
| 2    | Hinako Tomitaka             | Giappone    | 75.15     |
| 3    | Maïa Schwinghammer          | Canada      | 74.92     |
| 4    | Laurianne Desmarais-Gilbert | Canada      | 69.64     |
| 5    | Camille Cabrol              | Francia     | 68.44     |
| 6    | Haruka Nakao                | Giappone    | 67.57     |
| 7    | Charlotte Wilson            | Australia   | 54.27     |
| 8    | Jaelin Kauf                 | Stati Uniti | 45.11     |
| 9    | Marie Duaux                 | Francia     | 71.71     |
| 10   | Anastassiya Gorodko         | Kazakistan  | 71.57     |

#### Gobbe in parallelo
| Pos. | Atleta                      | Nazione     |
| ---- | --------------------------- | ----------- |
| 1    | Jaelin Kauf                 | Stati Uniti |
| 2    | Tess Johnson                | Stati Uniti |
| 3    | Anastassiya Gorodko         | Kazakistan  |
| 4    | Kylie Kariotis              | Stati Uniti |
| 5    | Perrine Laffont             | Francia     |
| 6    | Kasey Hogg                  | Stati Uniti |
| 7    | Jessica Linton              | Canada      |
| 8    | Rino Yanagimoto             | Giappone    |
| 9    | Hinako Tomitaka             | Giappone    |
| 10   | Laurianne Desmarais-Gilbert | Canada      |

#### Halfpipe
| Pos. | Atleta         | Nazione       | Punteggio |
| ---- | -------------- | ------------- | --------- |
| 1    | Zoe Atkin      | Regno Unito   | 93.50     |
| 2    | Li Fanghui     | Cina          | 93.00     |
| 3    | Cassie Sharpe  | Canada        | 88.00     |
| 4    | Rachael Karker | Canada        | 86.25     |
| 5    | Svea Irving    | Stati Uniti   | 83.25     |
| 6    | Chen Zihan     | Cina          | 79.25     |
| 7    | Zhang Keixin   | Cina          | 71.75     |
| 8    | Liu Yishan     | Cina          | 69.75     |
| 9    | Mischa Thomas  | Nuova Zelanda | 56.00     |
| 10   | Kate Gray      | Stati Uniti   | 52.25     |

#### Slopestyle
| Pos. | Atleta             | Nazione       | Punteggio |
| ---- | ------------------ | ------------- | --------- |
| 1    | Mathilde Gremaud   | Svizzera      | 85.65     |
| 2    | Lara Wolf          | Austria       | 73.33     |
| 3    | Megan Oldham       | Canada        | 70.63     |
| 4    | Flora Tabanelli    | Italia        | 66.34     |
| 5    | Ruby Andrews       | Nuova Zelanda | 60.91     |
| 6    | Kirsty Muir        | Regno Unito   | 58.24     |
| 7    | Anni Kärävä        | Finlandia     | 57.63     |
| 8    | Liu Mengting       | Cina          | 57.42     |
| 9    | Grace Henderson    | Stati Uniti   | 54.38     |
| 10   | Kim Dumont Zanella | Francia       | 49.98     |

#### Big air
| Pos. | Atleta          | Nazione   | Punteggio |
| ---- | --------------- | --------- | --------- |
| 1    | Flora Tabanelli | Italia    | 176.75    |
| 2    | Sarah Höfflin   | Svizzera  | 170.75    |
| 3    | Anni Kärävä     | Finlandia | 167.75    |
| 4    | Olivia Asselin  | Canada    | 167.00    |
| 5    | Megan Oldham    | Canada    | 162.00    |
| 6    | Liu Mengting    | Cina      | 161.25    |
| 7    | Lara Wolf       | Austria   | 155.00    |
| 8    | Han Linshan     | Cina      | 10.00     |
| 9    | Sandra Eie      | Norvegia  | 148.00    |
| 10   | Kateryna Kotsar | Ucraina   | 147.50    |

### Misto

#### Ski cross a squadre
| Pos. | Nazione    | Atleti                                             |
| ---- | ---------- | -------------------------------------------------- |
| 1    | Svizzera 2 | Ryan Regez Fanny Smith                             |
| 2    | Francia 2  | Melvin Tchiknavorian Jade Grillet-Aubert           |
| 3    | Italia 1   | Yanick Gunsch Jole Galli                           |
| 4    | Francia 1  | Youri Duplessis Kergomard Marielle Berger Sabbatel |
| 5    | Germania 1 | Tobias Müller Daniela Maier                        |
| 6    | Germania 2 | Florian Wilmsmann Luisa Klapprott                  |
| 7    | Austria 1  | Adam Kappacher Katrin Ofner                        |
| 8    | Svizzera 2 | Alex Fiva Talina Gantenbein                        |
| 9    | Canada 1   | Kevin Drury Courtney Hoffos                        |
| 10   | Canada 2   | Jared Schmidt Abby McEwen                          |

#### Salti a squadre
| Pos. | Nazione     | Atleti                                               | Punteggio |
| ---- | ----------- | ---------------------------------------------------- | --------- |
| 1    | Stati Uniti | Kaila Kuhn Quinn Dehlinger Christopher Lillis        | 344.63    |
| 2    | Ucraina     | Anhelina Brykina Oleksandr Okipnjuk Dmytro Kotovskyi | 312.35    |
| 3    | Svizzera    | Lina Kozomara Noé Roth Pirmin Werner                 | 281.43    |
| 4    | Australia   | Danielle Scott Laura Peel Reilly Flanagan            | 272.49    |
| 5    | Canada      | Marion Thénault Lewis Irving Alexandre Duchaine      | 274.89    |
| 6    | Cina        | Xu Mengtao Wang Xindi Qi Guangpu                     | 273.33    |
| 7    | Kazakistan  | Ayana Zholdas Assylkhan Assan Dinmukhammed Raimkulov | 266.89    |

## Medagliere
| Pos.   | Paese         | Oro | Argento | Bronzo | Totale |
| ------ | ------------- | --- | ------- | ------ | ------ |
| 1      | Svizzera      | 5   | 1       | 2      | 8      |
| 2      | Stati Uniti   | 3   | 4       | 2      | 9      |
| 3      | Nuova Zelanda | 2   | 0       | 0      | 2      |
| 4      | Canada        | 1   | 2       | 3      | 6      |
| 5      | Giappone      | 1   | 2       | 1      | 4      |
| 6      | Francia       | 1   | 1       | 0      | 2      |
| 7      | Italia        | 1   | 0       | 1      | 2      |
| 7      | Norvegia      | 1   | 0       | 1      | 2      |
| 9      | Regno Unito   | 1   | 0       | 0      | 1      |
| 10     | Cina          | 0   | 2       | 0      | 2      |
| 11     | Finlandia     | 0   | 1       | 1      | 2      |
| 11     | Germania      | 0   | 1       | 1      | 2      |
| 13     | Austria       | 0   | 1       | 0      | 1      |
| 13     | Ucraina       | 0   | 1       | 0      | 1      |
| 15     | Australia     | 0   | 0       | 2      | 2      |
| 16     | Cina          | 0   | 0       | 1      | 1      |
| 16     | Corea del Sud | 0   | 0       | 1      | 1      |
| Totale | Totale        | 16  | 16      | 16     | 48     |